# محمد أحمد (لاعب كرة قدم مواليد 1999)
محمد أحمد علي عباس (مواليد 29 ديسمبر 1999) لاعب كرة قدم إماراتي يجيد اللعب كمهاجم.

## مسيرة اللاعب
لعب في نادي حتا ونادي الذيد.

## روابط خارجية
- محمد أحمد (لاعب كرة قدم مواليد 1999) على موقع قاعدة بيانات كرة القدم.إي يو (الإنجليزية)
- محمد أحمد (لاعب كرة قدم مواليد 1999) على موقع Soccerway.com (الإنجليزية)